# Proa

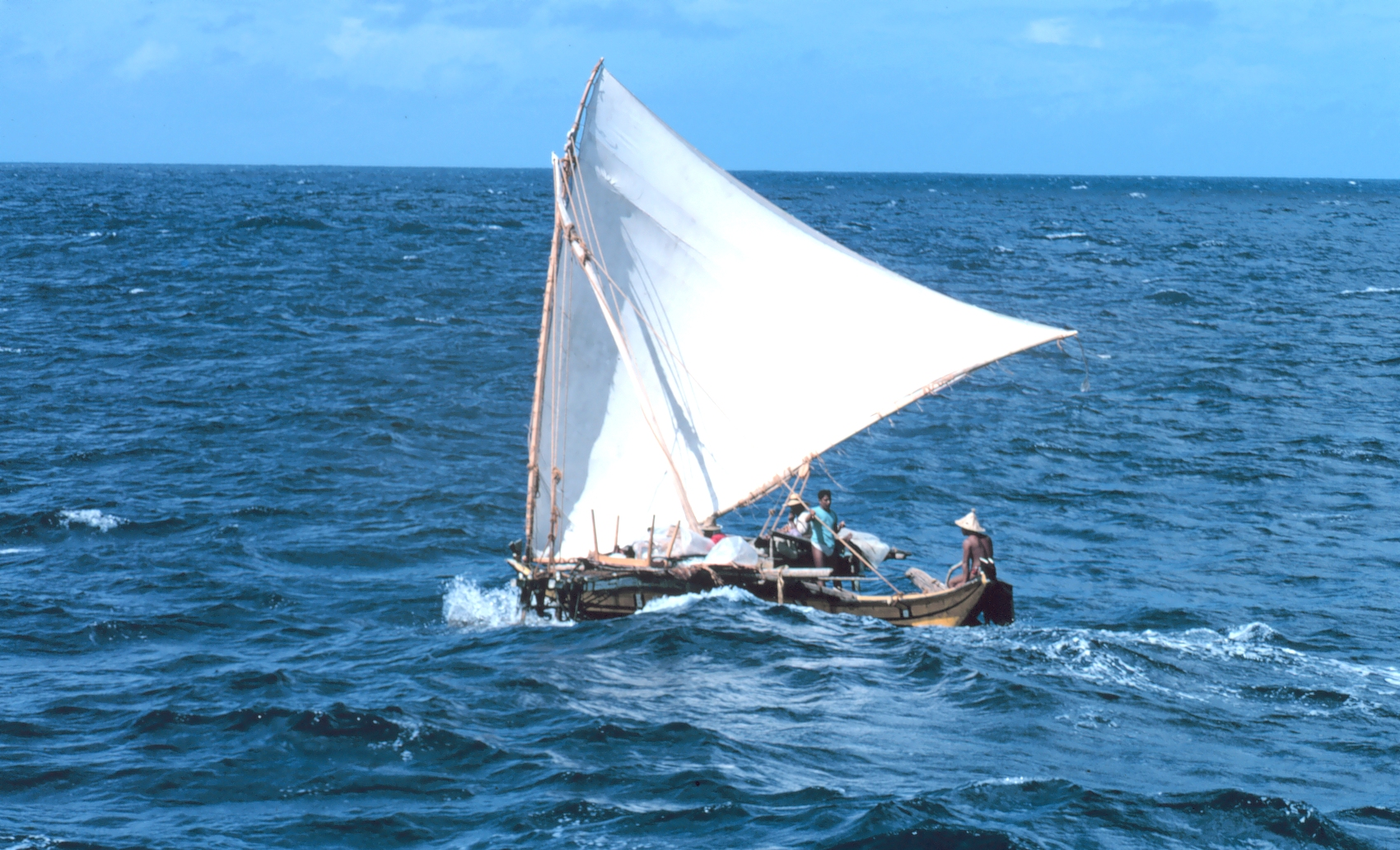
Micronesian proa, Caroline walap of Pohnpei

Proa är en flerskrovssegelbåt, utriggare. På det större huvudskrovet står masten, och i lovart seglas det mindre skrovet. En proa är symmetrisk långskepps istället för tvärskepps. När båten kryssar byter den färdriktning i slagen.
Båttypen har sitt ursprung i Polynesien. Den är en föregångare till dagens katamaraner.